# 鄂圖曼帝國大空位期
鄂圖曼帝國大空位期（土耳其語：Fetret Devri）是因蘇丹巴耶济德一世在1402年被蒙古軍閥帖木兒擊敗而造成，當時諸子爭位，割據一方，導致鄂圖曼帝國陷入一片混亂。
大空位期到1413年結束，穆罕默德·切萊比在內鬥當中獲勝，加冕為蘇丹，將帝國帶回正軌。

## 概述

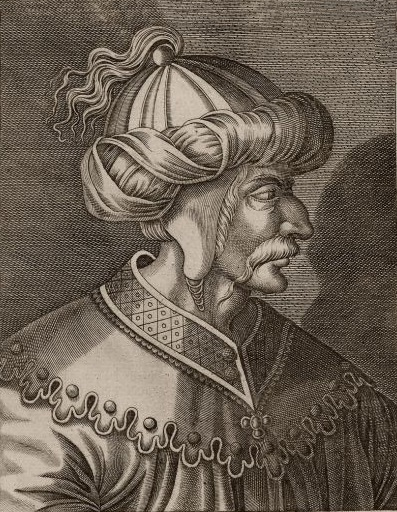
伊薩·切萊比

巴耶济德一世逝世後，由次子蘇萊曼·切萊比統治希臘北部、保加利亞及色雷斯。巴耶济德一世的第三子伊薩·切萊比則統治希臘及安那托利亞西部，但在1404年，他在布爾薩被四弟穆罕默德·切萊比推翻。蘇萊曼奪取希臘南部，穆罕默德控制著安那托利亞。穆罕默德派遣五弟穆薩·切萊比率大軍橫渡黑海征服蘇萊曼。1410年，穆薩在保加利亞擊敗蘇萊曼，蘇萊曼南撤至希臘。
接著穆薩自稱為鄂圖曼帝國蘇丹，穆罕默德震怒，即時遣軍到蓋利博盧半島，但被擊敗。穆罕默德只得與拜占庭帝國結盟。三年後，穆罕默德另起大軍在塞爾維亞卡馬路擊敗穆薩，接着輕易推翻他在希臘的統治。穆罕默德成為蘇丹。

## 事態
鄂圖曼帝國在十四世紀征服了大片領土，國勢正盛。然而在十五世紀初，帝國幾乎不可挽回地被斷送。鄂圖曼帝國在安卡拉被帖木兒擊敗，精銳軍隊在此役被消磨殆盡，長勝蘇丹巴耶济德一世被擒，接著一連串的災難降臨奧斯曼家族。在鄂圖曼帝國立國之初被征服的卡拉蒙古拉里、阿伊登歐魯拉、傑米安奴歐魯拉及其他地區在帖木兒的推波助瀾下復熾。拜占庭帝國因君士坦丁堡不再受巴耶济德一世圍攻，得到喘息。對鄂圖曼帝國來說最致命的莫過於巴耶济德一世兒子們引發的內戰，令祖先建立起來的強大帝國面臨完全瓦解的威脅。巴耶济德一世死後，大兒子蘇萊曼統治埃迪爾內，次子伊薩在蒙古撤出小亞細亞後亦在布爾薩建立勢力，最年幼及最具才幹的穆罕默德則在阿馬西亞建立了一個较小的王國。穆罕默德與伊薩首先爆發戰爭，穆罕默德大勝，伊薩逃到歐洲，向蘇萊曼求援，蘇萊曼立刻發兵進攻穆罕默德，形成了色雷斯與安那托利亞對立的形勢。
蘇萊曼在起初佔優，他入侵安那托利亞，攻佔布爾薩及安卡拉。巴耶济德一世的另一位兒子穆薩被帖木兒釋放後旋即被傑米安奴歐魯拉的塞爾柱國君拘留，在穆罕默德的干預下，穆薩再被釋放，並為穆罕默德作戰，對抗蘇萊曼。穆罕默德接戰失利後，穆薩勸使穆罕默德讓他帶領一支小隊到色雷斯，以牽制蘇萊曼。蘇萊曼因此而返回色雷斯，與穆薩激戰。蘇萊曼初時還佔優，但他縱情酒色，殘酷治軍，又侮辱麾下良將，使其軍隊嘩變，轉投穆薩一方。蘇萊曼在向君士坦丁堡逃亡間被殺。

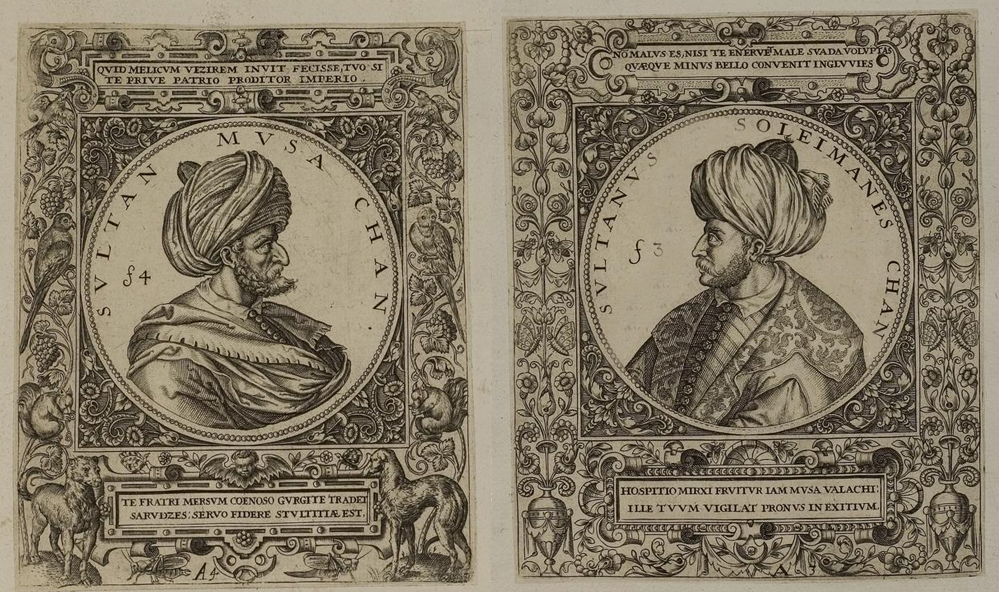
穆薩·切萊比（左）與蘇萊曼·切萊比（右）

穆薩控制著色雷斯，他迅速證明他繼承了父親的實力。他接著著手對付塞爾維亞，他指在內戰時塞爾維亞幫助蘇萊曼，穆薩建立起屬於他的軍隊，命令他們要把敵人一個不留。拜占庭帝國的作者杜卡斯寫道：「穆薩將三名塞爾維亞守城士兵的屍體列成桌狀，以此宴請鄂圖曼帝國的軍官。」
拜占庭帝國國王曼努埃爾二世曾經是蘇萊曼的盟友，穆薩於是攻擊他，進攻君士坦丁堡。曼努埃爾二世向穆罕默德求援，駐守君士坦丁堡、來自安那托利亞的鄂圖曼帝國軍得對抗色雷斯的鄂圖曼帝國軍，穆罕默德作出多次突圍但不成功，只得橫渡博斯普魯斯海峽返回安那托利亞。穆薩轉而進攻希臘首都。穆罕默德迅速返回色雷斯，他得到塞爾維亞國王史提芬的援助。穆薩與穆罕默德雙方在塞爾維亞南部邊界決戰。穆薩得不到麾下士卒的擁戴，因為他表現出與蘇萊曼相似的治軍方式，而穆罕默德則以公正及仁慈對待部下而聞名，還有他的驍勇及才能。在兩軍開戰前，穆罕默德麾下的一名將軍哈桑越陣而出，他呼籲他的老戰友離開那個為他們帶來暴虐和屈辱的穆薩，並表示他自己為奧斯曼家族最正直及最有德行的國君效力。穆薩憤而衝前擊殺哈桑，但穆薩被一名伴隨哈桑的軍官所傷，穆薩帶傷回陣，穆薩麾下驚惶失措，全都向同一方向撤退，穆薩亦隨著撤退，隨後被追兵在一處沼地發現他的屍體。穆薩的死終結了皇位繼承爭戰，而伊薩則在幾年前穆薩與穆罕默德在安那托利亞交戰時失蹤。穆罕默德當時是巴耶济德一世的兒子們裡唯一尚存的一個。